# 日月
《日月》（英語：Saga of light），是一部于2018年拍攝，尚未上映的神話愛情电影。由迪丽热巴、竇驍领衔主演。2018年2月24日在海口正式開拍，6月6日劇組宣布殺青。

## 演员列表

### 主要演员
| 演员姓名 | 角色名称 | 介绍                             |
| 迪麗熱巴 | 嫦娥     | 充满爱心、热爱自然，又崇尚自由。 |
| 竇驍     | 后羿     |                                  |

### 其他演员
| 演员姓名 | 角色名称 | 介绍       |
| 娄艺潇   |          | 嫦娥的大姐 |
| 李子峰   | 白龍     |            |